# Còrtex prefrontal
El còrtex prefrontal, en l'anatomia dels mamífers, és la zona del còrtex cerebral que ocupa la part més frontal del lòbul frontal. Segons la classificació de Brodmann comprèn les àrees: 9, 10, 11, 12, 46 i 47.
Molts autors han assenyalat una relació integral entre aquesta regió del cervell i la personalitat de l'individu. De fet, és una regió que està implicada en la planificació de conductes complexes, la conducta cognitiva, l'expressió de la personalitat, la presa de decisions i la moderació de la conducta social. Es considera que l'activitat bàsica del còrtex prefrontal és l'orquestració de pensaments i accions d'acord amb les fites que es proposa l'individu. La destrucció dels dos terços superiors dona com a resultat un dèficit en la concentració, l'orientació, les habilitats abstractes, les decisions i l'habilitat per a resoldre problemes; la destrucció del terç restant (orbital) dona com a resultat una conducta social inapropiada.
L'expressió que millor defineix les funcions del còrtex prefrontal és funció executiva, perquè és on resideix l'habilitat de diferenciar entre pensaments en conflicte, determinar entre el bé i el mal, el que està bé i el que està millor, distingir entre igual i diferent, pensar en les futures conseqüències dels actes, fer un treball encaminat a acomplir un objectiu, la predicció de resultats, l'expectació basada en accions, i el control o adaptació social (l'habilitat de suprimir desitjos imperatius que, si no es suprimissin, portarien a la inacceptabilitat social).
El còrtex prefrontal és, a més, el suport concret de la guia dels aprenentatges. Les regions més anteriors, situades al llarg de l'eix rostrocaudal del còrtex frontal, són el suport que guia els aprenentatges en els nivells més elevats d'abstracció.

## Anatomia
La idea de fer servir la paraula prefrontal per aquesta part del cervell va ser de Richard Owen (1868), inspirat en l'existència d'un "os prefrontal" present en la majoria de rèptils i amfibis.
Per la seva definició anatòmica en relació amb els humans i homínids es poden emprar quatre formes:
- com a part granular del còrtex frontal
- com a zona de projecció del nucli mediodorsal del tàlem
- com la part del còrtex frontal l'estimulació elèctrica del qual no evoca moviments

El còrtex prefrontal es defineix, segons la seva citoarquitectura, per la presència d'una capa cortical granular, anomenada IV. No està del tot clar qui va fer servir per primera vegada aquest criteri. Molts dels primers investigadors de la citoarquitectura cerebral van restringir l'ús del terme prefrontal a una regió més petita del còrtex que englobava el gir recte i el gir rostral (Campbell, 1905; G. E. Smith, 1907; Brodmann, 1909; von Economo i Koskinas, 1925). El 1935, Jacobsen va emprar el terme prefrontal per a distingir les àrees granulars de les àrees agranulars motores i premotores. Segons la terminologia de Brodmann, el còrtex prefrontal inclou les àrees: 8, 9, 10, 11, 12, 44, 45, 46 i 47 (per complicar l'assumpte, no totes aquestes àrees són estrictament granulars: la 44 és digranular i la 11 i la 47 són agranulars). El principal problema d'aquesta definició és que només s'ajusta bé als primats, però no als animals que no són primats, ja que manquen de la capa granular IV.
La definició de còrtex prefrontal com a zona de projecció del nucli mediodorsal del tàlem va ser idea de Rose i Woolsey, els quals van mostrar que aquest nucli es projecta cap a la zona anterior i ventral del cervell dels no-primats. Rose i Woolsey, però, van anomenar aquesta zona de projecció orbitofrontal. Sembla que va ser Akert qui el 1964 va fer servir aquest criteri per definir homòlogament el còrtex prefrontal dels primats. Això va permetre l'establiment d'homologies malgrat la manca de la capa IV en els no-primats. Aquesta definició està molt acceptada encara avui dia (per ex., J. Fuster), però s'ha qüestionat la seva utilitat. Els estudis més moderns han mostrat que el nucli mediodorsal del tàlem no està restringit al còrtex granular frontal en els primats. En conseqüència, s'ha suggerit definir el còrtex prefrontal com la regió del còrtex que té les connexions recíproques més fortes amb el nucli mediodorsal més que amb cap altre nucli del tàlem. Uylings i els seus col·laboradors estan d'acord que, fins i tot aplicant aquest criteri, resulta bastant difícil definir de manera inequívoca l'escorça prefrontal.
Una tercera manera de definir el còrtex prefrontal consisteix a dir que és la part del còrtex frontal l'estimulació elèctrica del qual no causa moviments observables. Per exemple, el 1890, David Ferrier va emprar el terme en aquest sentit. Una complicació amb aquesta definició és que el "silenci" elèctric del còrtex frontal inclou tant les àrees granulars com les no granulars.

## Interconnexions
El còrtex prefrontal està molt interconnectat amb la resta del cervell; això inclou extenses connexions amb llocs corticals i subcorticals i amb el tronc cerebral. El còrtex prefrontal dorsal està especialment interconnectat amb les regions del cervell implicades en l'atenció, la cognició i l'acció, mentre que el còrtex prefrontal ventral enllaça amb les regions relacionades amb les emocions. El còrtex prefrontal també rep informació del sistema d'alerta al tronc encefàlic i la seva funció depèn particularment del seu entorn neuroquímic. Per tant, hi ha una coordinació entre el nostre estat d'alerta i el nostre estat mental.
Al còrtex prefrontal medial, se l'ha relacionat amb la producció d'ones lentes del son (SWS), i l'atròfia prefrontal se l'associa amb la disminució d'aquestes ones. L'atròfia prefrontal esdevé de manera natural amb l'edat i s'ha demostrat que els adults d'edat avançada experimenten dificultat a consolidar nous records a mesura que el seu còrtex prefrontal medial es degrada. L'atròfia també pot venir causada com a resultat de medicacions basades en neurolèptics o antipsicòtics receptades per psiquiatres. En els adults de més edat, en lloc de transferir-se i emmagatzemar-se al neocòrtex durant el període SWS, els records s'emmagatzemen a l'hipocamp, on són codificats, com s'evidencia per l'augment de l'activitat a l'hipocamp en comparació amb adults joves durant la recuperació de la memòria en experiments consistents a aprendre associacions de paraules, després dormir, i finalment se'ls demana que recordin les paraules apreses.

## Funcions
Funció executiva
En les primeres investigacions de J. Fuster i Goldman-Rakic, s'emfasitzava l'habilitat fonamental del còrtex prefrontal pel que fa a la informació que no té a veure amb l'entorn, i en la seva intervenció creant esbossos mentals. Goldman-Rakic parlava de com aquest coneixement per fer representacions era emprat per a guiar de forma intel·ligent els pensaments, les accions i les emocions, incloent la inhibició de pensaments inapropiats, distraccions, accions i sentiments. D'aquesta manera, la memòria de treball es pot considerar com a fonamental per a l'atenció i la inhibició de la conducta. Fuster parlava de com aquesta habilitat prefrontal permet la unió del passat amb el futur, permetent associacions temporals i modals en la creació d'una direcció d'objectius i de cicles de percepció-acció. Aquesta habilitat de fer representacions és la que rau sota totes les altres funcions executives importants.
Arthur Shimamura va proposar la teoria del filtratge dinàmic per descriure la funció del còrtex prefrontal dins la tasca executiva. Per començar, se suposa que el còrtex prefrontal actua com una porta de pas a alt nivell formant part d'un mecanisme de filtratge que millora l'activació del procés d'aconseguir objectius i inhibeix l'activació d'allò que és irrellevant en relació amb l'objectiu marcat. Aquest mecanisme de filtratge permet un control executiu a diversos nivells de processament, incloent la selecció, el manteniment, l'actualització i el redreçament cap a l'activitat inicial. També s'ha fet servir per a explicar la regulació de les emocions.
Miller i Cohen van proposar la teoria integrativa de la funció del còrtex prefrontal, que sorgeix del treball original de Goldman-Rakic i Fuster. Tots dos teoritzen que “l'arrel del control cognitiu està en el manteniment de patrons d'activitat en el còrtex prefrontal, els quals representen objectius i mitjans per aconseguir-los. Proveeixen senyals de biaix per a altres estructures cerebrals, i l'efecte de la xarxa que en formen és guiar el flux d'activitat al llarg de les rutes neurals que estableixen els adients mapes entre els inputs, els estats interns i els outputs necessaris per a realitzar una tasca proposada”. En essència, els dos teoritzen que el còrtex prefrontal guia l'entrada de dades (els inputs) i les connexions que permeten el control cognitiu de les nostres accions.
El còrtex prefrontal és d'importància significativa quan cal un processament de dalt a baix. El processament de dalt a baix és, per definició, el que es fa servir quan la conducta va guiada per estats interns o intencions. Segons les dues teories anteriors, el còrtex prefrontal és crític en situacions en les quals cal seguir el mapa de connexions entre les entrades sensorials, els pensaments i les accions, tant si són connexions d'establiment relativament fluix cap a altres ja existents, com si són de canvi ràpid. Un exemple se'n pot observar amb el test de targetes Wisconsin (Wisconsin Card Sorting Test, WCST). Els subjectes que participen en aquest test reben la instrucció d'organitzar les targetes tenint en compte la forma, el color o el nombre de símbols que hi apareixen dibuixats. El cas és que qualsevol targeta pot ser associada amb un nombre d'accions i no hi haurà un únic mapa de connexions estímul-resposta funcionant. Els subjectes humans amb lesions al còrtex prefrontal són capaços d'organitzar les targetes en una proposta simple, però són incapaços de fer-ho quan canvien i es compliquen les normes de classificació.
Miller i Cohen van arribar a la conclusió que les implicacions de la seva teoria poden explicar en quina mesura el còrtex prefrontal té una funció de guia en les accions cognitives. Aquests investigadors afirmen que “depenent de la influència de l'objectiu proposat, les representacions en el còrtex prefrontal poden funcionar de diverses maneres com a distribuïdor de l'atenció, les normes o dels objectius per mitjà de la provisió de senyals de biaix de dalt a baix cap a altres parts del cervell que guien el flux d'activitat al llarg de les rutes necessàries per dur a terme una tasca”.
Les dades experimentals han indicat una intervenció del còrtex prefrontal en la fisiologia del son, els somnis i en els fenòmens derivats de la privació del son.
Quan es pensa o s'analitza els atributs d'altres individus s'activa el còrtex prefrontal medial. En canvi, no s'activa en relació amb les característiques d'objectes inanimats.
En les investigacions que empren neuroimatges s'ha trobat que, juntament amb el gangli basal, el còrtex prefrontal està implicat en els exemples dels aprenentatges, cosa que forma part de la teoria dels exemples, una de les tres principals formes que té la nostra ment de categoritzar les coses. La teoria dels exemples estableix que categoritzem les decisions amb comparacions amb experiències similars del nostre passat que estan emmagatzemades en la memòria.
Atenció i memòria
Una teoria molt acceptada sobre la funció del còrtex prefrontal és la que diu que serveix de magatzem per a la memòria a curt termini. Aquesta idea, la va formular per primera vegada Jacobsen, que va escriure el 1936 que havia observat que les lesions en el còrtex prefrontal dels primats causava dèficit en la memòria a curt termini. Karl Pribram i els seus col·laboradors (1952) van identificar que la part del còrtex prefrontal responsable d'aquest dèficit és l'àrea 46, també coneguda com a còrtex prefrontal dorsolateral (dlPFC). Més recentment, Goldman-Rakic i els seus col·laboradors (1993) van recuperar fragments perduts de memòria a curt termini, en regions concretes, amb la inactivació temporal de porcions del dlPFC. Un cop es va establir el concepte de memòria de treball (vegeu model de Baddeley-Hitch), es va establir en la moderna neurociència (1986); aquestes descobertes en neuropsicologia van contribuir a la teoria que el còrtex prefrontal implementa la memòria de treball i, en algunes formulacions extremes, és la pròpia memòria de treball. Durant la dècada dels 1990, aquesta teoria es va anar desenvolupant i va esdevenir la teoria predominant sobre la funció del còrtex prefrontal, especialment pel que fa als primats no humans. El concepte de memòria de treball emprat pels proponents se centra sobretot en el manteniment de la informació a curt termini i, en menor importància, en la manipulació o el monitoratge d'aquesta informació o en l'ús d'aquesta informació en les decisions. Això és consistent amb el fet que la funció predominant del còrtex prefrontal en la memòria de manteniment i el període de demora en el còrtex prefrontal s'ha interpretat sovint com una pista per enllaçar dades de la memòria. (L'expressió període de demora de l'activitat s'aplica a l'activitat neuronal que segueix a la presentació transitòria d'una instrucció que fa de pista i que persisteix fins al subseqüent senyal de "endavant" o "prem el polsador".)
Per explorar interpretacions alternatives de l'activitat del període de demora en el còrtex prefrontal, Lebedev i els seus col·legues (2004) van investigar la ràtio de descàrrega en neurones prefrontals aïllades mentre uns simis estaven atents a un estímul marcant una localització mentre havien de recordar una localització diferent sense marcar. Ambdues localitzacions servien com a objectius potencials del moviment sobtat de l'ull (saccadic). Tot i que la tasca requeria demandes intensives de la memòria a curt termini, la proporció més gran de neurones representades en atenció a localitzacions no eren les implicades en el record. Aquests descobriments van mostrar que el funcionament de la memòria a curt termini no pot explicar tot, ni la major part, del període de demora de l'activitat en la zona del còrtex prefrontal explorat. Els autors suggereixen que l'activitat prefrontal durant el període de demora contribueix més al procés de la selecció atencional que a la memòria d'emmagatzematge.

## Estudis clínics
En les darreres dècades, els sistemes d'obtenció d'imatges cerebrals s'han fet servir per a determinar el volum de les regions encefàliques i els enllaços neurals. En diversos estudis, s'ha observat que els pacients diagnosticats amb trastorns mentals i als quals se'ls ha prescrit potents antipsicòtics, presenten un volum reduït i menors interconnexions entre els lòbuls frontals i les altres regions cerebrals; el mateix s'ha observat en subjectes que han pres repetidament substàncies reductores de l'estrès; en víctimes de suïcidi; en persones empresonades; criminals; sociòpates; persones afectades per enverinament amb plom i en els consumidors habituals de cànnabis. Es creu que algunes de les habilitats pròpiament humanes com ara el sentiment de culpa o el remordiment i la interpretació de la realitat depenen del bon funcionament del còrtex prefrontal. També està molt acceptada la creença que la mida i el nombre de les connexions al còrtex prefrontal tenen una relació directa amb la sensibilitat, ja que el còrtex prefrontal en els humans ocupa una part proporcional més gran que en altres animals. S'ha teoritzat que, com que el cervell ha triplicat la seva mida des de fa uns cinc milions d'anys d'evolució, el còrtex prefrontal ha augmentat la seva mida en sis plecs.
Història de la investigació
Un dels primers casos que van obrir la investigació sobre la funció del còrtex prefrontal en humans va ser el pacient anomenat Phineas Gage, que va patir una destrucció del lòbul frontal esquerre per la introducció en un accident laboral d'una barra de metall el 1848. Els qui el coneixien deien que va canviar de personalitat, el seu caràcter es va fer irritable i impacient; per altra banda, després de l'accident, era incapaç de prendre decisions o d'acabar la seva feina correctament.
Els estudis posteriors de pacients amb lesions a l'àrea prefrontal han mostrat que són capaços de verbalitzar les respostes socials més adients a determinades circumstàncies, però que, quan han de portar a la pràctica aquestes respostes, basen la seva conducta en la gratificació immediata, malgrat saber que les conseqüències a llarg termini els faran sentir decebuts amb ells mateixos.
La interpretació d'aquesta dada indica que el còrtex prefrontal no tan sols allotja els esquemes de comparació i comprensió, sinó que també (quan funciona correctament) controla l'opció mental de demorar la gratificació immediata per obtenir una recompensa millor a llarg termini. Aquesta habilitat d'esperar per una recompensa és una de les peces clau que defineixen l'òptima funció executiva del cervell humà.
En l'actualitat, hi ha molta recerca d'investigació adreçada a entendre la implicació del còrtex prefrontal en els trastorns neurològics. Molts trastorns com l'esquizofrènia, el trastorn bipolar i el dèficit d'atenció (TDAH) estan relacionats amb el mal funcionament del còrtex. S'han iniciat alguns assaigs amb substàncies que milloren el funcionament del còrtex prefrontal. Entre aquestes substàncies destaca la guanfacina, que actua mitjançant el receptor adrenèrgic d'alfa-2A. Un objectiu d'aquesta substància, el canal d'hiperpolarització de nucleòtids (HCN), és una de les àrees d'exploració més recents en farmacologia.